# Busbahnhof Moshi
Der Busbahnhof Moshi, Kiswahili Kituo kikuu cha mabasi Moshi, ist das zentrale Busterminal des Fernbusverkehrs in der Großstadt Moshi im Norden von Tansania.

## Lage und Infrastruktur
Der Fernbusbahnhof befindet sich in der Innenstadt von Moshi, gelegen zwischen der Mawenzi Road und der Market Street. Der Fernbusbahnhof ist komplett ebenerdig begehbar, der Zugang in das Empfangsgebäude ebenfalls.
Das Busterminal ist durchgehend geöffnet und mit Personal besetzt. Es befinden sich Kundenbüros der Fernbusunternehmen sowie aufgrund der zentralen Lage in der Innenstadt Einzelhändler und gastronomische Betriebe im Terminal sowie an den angrenzenden Straßen. Wie in Ostafrika üblich, gibt es jedoch weniger elektronische Fahrgastinformationssysteme wie Abfahrtsmonitore, akustische Ansagen sowie Abfahrtstafeln; diese Funktionen werden von Servicepersonal geleistet.

## Verbindungen
Der Fernbusbahnhof ist die wichtigste Anschlussmöglichkeit an den Fernbusverkehr in der Stadt sowie der Kilimanscharo-Region. Wichtige Ziele sind u. a. Mombasa, Nairobi, Kampala und Daressalam.
Außerdem ist er zentraler Umsteigepunkt zum Regionalbusverkehr; insbesondere sind Verbindungen ins nahe gelegene Arusha von Bedeutung.
Daladala-Linien des Stadtverkehrs fahren ebenso ab Moshi. Am Eingang befindet sich ein Taxistand für Pikipikis (Motorradtaxis) und Bajajis.